# Earth Departure Stage

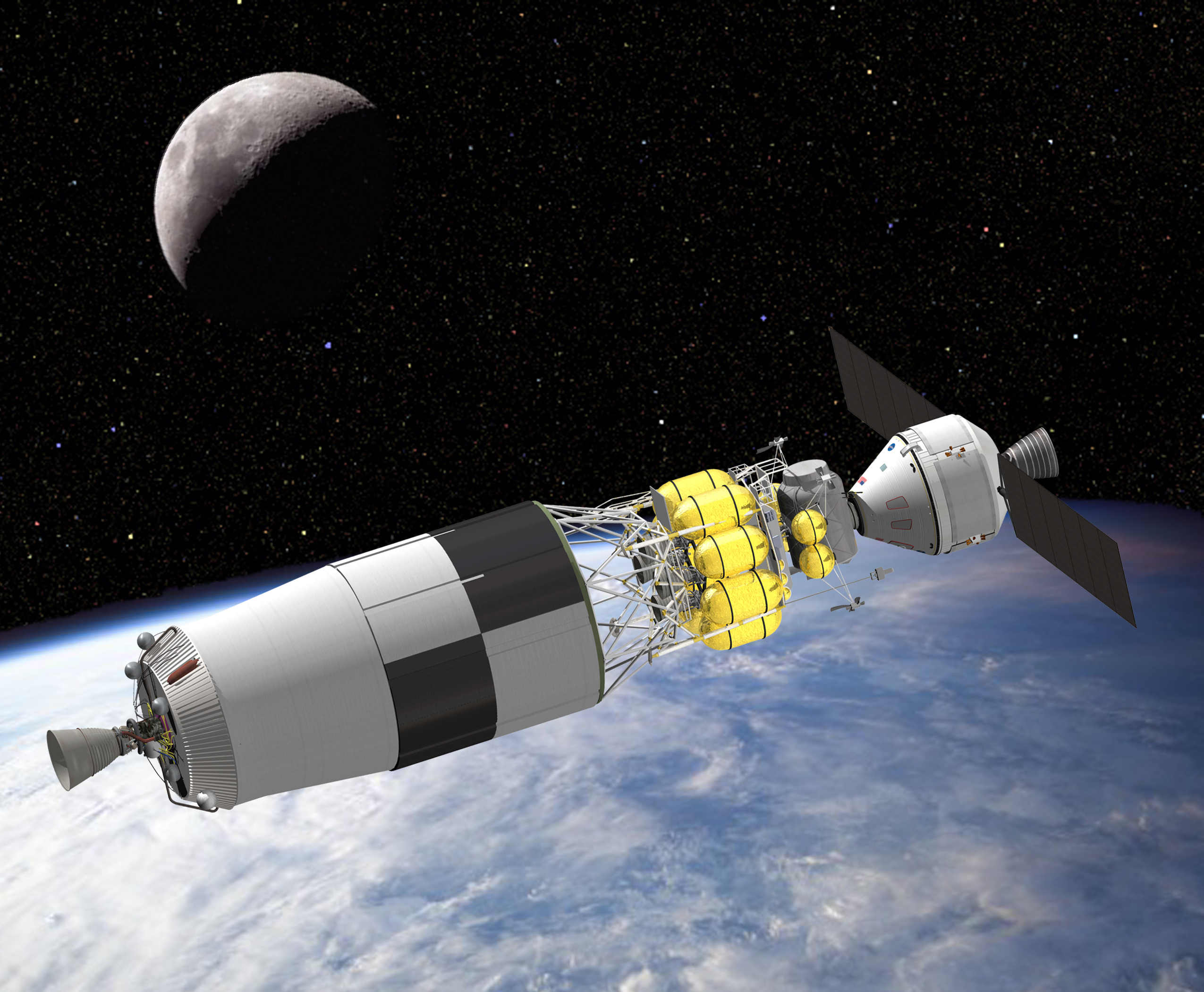
Fáze odpoutání od Země s kosmickou lodí a vstupním modulem..

Earth Departure Stage je název pro druhý stupeň raket Ares V a Space Launch System, odvozených z Space Shuttle. Earth Departure Stage je stupeň určený pro zvýšení užitečného zatížení rakety na parkovací oběžnou dráhu kolem Země a odtud k vyslání nákladu z nízké oběžné dráhy na místo určení. A to podobným způsobem jako u třetího stupně rakety Saturn V, který poháněl kosmickou loď Apollo na cestě na Měsíc. 

## Ares V

### Design
Earth Departure Stage pro Ares V by byl poháněný jedním hlavním motorem J-2X na kapalný vodík a kyslík. Měl být postaven v Marshall Space Flight Center v Hunstville v Alabamě jako součást Programu Constellation. Původně měl být stupeň založen na externí nádrži použité na raketoplánech a měl mít dva motory J-2X, zatímco hlavní stupeň rakety měl používat pět motorů dříve použitých na raketoplánech a dva urychlovací bloky na tuhé palivo, každý o pěti segmentech. Později byl Ares V přepracován na použití 5-6 motorů RS-68 používaných na raketě Delta IV a proto byl upraven i druhý stupeň, který měl používat jediný motor J-2X. Stupeň měl připomínat zvětšený třetí stupeň Saturnu V, s tím rozdílem, že mělo být možné na něm umístit solární panely až na 4 dny letu. 

### Mise
Po startu rakety by stupeň Earth Departure Stage zůstal po dobu několika minut neaktivní, dokud by nedošlo k dohoření motorů prvního stupně a urychlovacích bloků. Po oddělení prvního stupně by se zapálil motor, který by umístil náklad (obvykle kosmickou loď Orion a lunární modul Altair) na nízkou oběžnou dráhu. 
Poté mělo dojít ke spojení lodě Orion s astronauty a lunárního modulu Altair. Následně měla posádka odhodit kryt stupně a mělo dojít k dalšímu zážehu, tentokrát na 80%, který by loď poslal na dráhu k Měsíci. 
Po dokončení translunárního manévru a dohoření stupně Earth Departure Stage by byl stupeň buď naveden na heliocentrickou dráhu nebo by byl naveden na srážku s Měsícem podobně jako u misí Apollo 13 a Apollo 17, což by mohlo pomoci vědcům kalibrovat citlivé seismometry umístěné na povrchu Měsíce buď v programu Apollo nebo bezpilotními sondami. 

## Space Launch System
Pro Space Launch System měl být použit stupeň Earth Departure Stage s jedním nebo dvěma motory J-2X, v roce 2014 bylo ovšem rozhodnuto, že horní stupeň budou pohánět motory RL-10. 